# (237352) 4307 P-L
(237352) 4307 P-L (4307 P-L, 2008 SD84) — астероїд головного поясу, відкритий 24 вересня 1960 року.
Тіссеранів параметр щодо Юпітера — 3,320.